# ルオコラハティ
ルオコラハティ（フィンランド語: Ruokolahti [ˈruo̯koˌlɑhti]、スウェーデン語名：ルオコラックス（Ruokolax））は、フィンランドの自治体。南カルヤラ県イマトラ郡に属する。過去には南スオミ州に属していた。イマトラ、ラッペーンランタ、タイパルサーリ、パリッカラ、ラウトヤルヴィ、プーマラ（南サヴォ県）、スルカヴァ（南サヴォ県）、プンカハルユ（南サヴォ県）が隣接する自治体である。ロシア連邦北西連邦管区のレニングラード州と国境を接している町でもある。町の面積は1219.85km2だが、その内276.4km2が水面積である。総面積ではフィンランド国内で81位の面積を持つ自治体である。2021年12月31日現在の人口は4916人でフィンランド国内で173位の自治体である。人口密度は、5.21人/km2。しかしながら、夏には人口は倍増する。これは、ルオコラハティは避暑地として著名で、避暑用のコテージが3000棟も建設されており、夏季休暇中に人々が滞在するためである。
ルオコラハティは、自然の美しい土地として特に著名である。町の西にはフィンランド最大の湖・サイマー湖があり、東には数百の小さな湖が点在している。
冬戦争で、ソビエト赤軍から“白い死神”と呼ばれ恐れられた伝説のスナイパー・シモ・ヘイヘが晩年を過ごした街でもある。

## ゆかりのある著名人
- シモ・ヘイヘ - 軍人（狙撃手）。冬戦争で活躍。史上最多の確認戦果542名射殺を記録[4]。"白い死神"の異名を持つ。隣町のラウトヤルヴィ出身。晩年をルオコラハティで過ごした。
- ヘイモ・ハイット - ヴァイオリニスト。ルオコラハティの出身。